# نصب بكهانسان
نصب جبل بكهان هو ثالث كنوز كوريا الجنوبية الوطنية واختير كذلك في 12 ديسمبر 1962. نُصبت الصخرة في الأساس في جبل بكهان على قمة بِبونغ. بعد ذلك نقل النُصب إلى قصر غيونغبوك لإبقائها في أمان، ثم نقلت إلى متحف كوريا الوطني. النصب مستطيل الشكل بني على قاعدة من طبقتين. بسبب تعرض النصب لعوامل التعرية لمدة 1400 سنة فقد تضررت بشكل كبير. النصب يرتفع قرابة 1.54 متراً تقريباً وعرضه 0.69 متراً تقريباً. اكتشف النصب في 1816 خلال عهد الملك سنجو على يد كم جونغ هي أحد أشهر الخطاطين.
النصب قيم للغاية للمعلومات التي يقدمها والمنقوشة على سطحه. بالنصب 12 سطراً و32 حرفاً في كل منها ومكتوبة بأسلوب هايسوتشي للخط الصيني. النص يُمَجِّدُ في الملك جنهنغ ملك سلالة شلا (540 ~ 575) وتوسعه في وادي نهر الهان وتحتفل بذكرى تحديد الملك لحدود ملكه. النص يوضح لماذا بني النصب ويصف إنجازات الملك جنهنغ ويصف حاشية الملك. التاريخ الدقيق لرفع النصب غير معلوم على وجه التحديد لأن اسم العهد غير متوافق، حيث يعتقد أن النصب بني في سنة 561 أو 568 لأن نصب تشانغنيونغبي ونصب هوانتشوريونغبي بنيا في هذين التاريخين بالتحديد.